# Gradiște, Gabrovo
Gradiște (în bulgară Градище) este un sat în comuna Sevlievo, regiunea Gabrovo,  Bulgaria. 

## Demografie
Componența etnică a satului Gradiște
     Bulgari (40,76%)
     Nicio identificare (59,23%)
     Altele (0%)
La recensământul din 2011, populația satului Gradiște era de 184 locuitori. Nu există o etnie majoritară, locuitorii fiind  și bulgari (40,76%). Pentru 59,23% din locuitori nu este cunoscută apartenența etnică.